# WWF In Your House
WWF In Your House era una serie de eventos de pay-per-view creada por la World Wrestling Federation (WWF). El concepto original era que, en los meses que la WWF no ofrecía ninguno de los grandes pay-per-view (WrestleMania, King Of The Ring, SummerSlam, Survivor Series o Royal Rumble, que en esa época duraban tres horas y la retransmisión costaba 29,95$), ofrecería un PPV de dos horas, en los que la retransmisión costaba 19,95$. Este tipo de eventos fue abandonado a causa de que la WCW empezó a ofrecer PPV de tres horas mensualmente, forzando a la WWF a hacer lo mismo.
Los eventos se numeraban, como In Your House#1, #2... en los que se añadían subtítulos, tales como "It's Time" (frase de Vader), "Buried Alive" (definiendo el evento principal), "A Cold Day In Hell" (contrastando los gimmicks de los luchadores del evento principal, en este caso Steve Austin y Undertaker), "Rock Bottom" (finisher de The Rock, que luchaba contra Mankind) "St. Valentines Day's Massacre" (un violento evento que tenía lugar el día de san valentín), y muchos más. Gradualmente, los subtítulos se convirtieron en títulos (como en el PPV llamado Fully Loaded :In Your House), e incluso se llegó a quitar el título, como en, Backlash, Judgment Day y Unforgiven

## In Your House 1: Premiere
- Dark match: Jean-Pierre Lafitte derrotó a Bob Holly.

- Lafitte cubrió a Holly.

- Bret Hart derrotó a Hakushi (c/Shinja) (14:39).

- Hart cubrió a Hakushi después de un "Victory roll".

- Razor Ramon derrotó a Jeff Jarrett & The Roadie en un Handicap Match (12:40).

- Ramon cubrió a Jarret después de un "Razor's Edge".
- Savio Vega hizo su debut en este combate ayudando a Ramon.

- Mabel derrotó a Adam Bomb (1:53).

- Mabel cubrió a Bomb después de un "Falling slam".
- Este era un combate clasificatorio para el King of the Ring 1995.

- Owen Hart & Yokozuna derrotaron a The Smokin' Gunns (Billy & Bart) reteniendo el Campeonato Mundial en Parejas (5:44).

- Owen cubrió a Bart después de un "Running jumping leg drop" de Yokozuna.

- Jerry Lawler derrotó a Bret Hart (5:09).

- Lawler cubrió a Bret después de una interferencia de Hakushi y Shinja.

- Diesel derrotó a Sycho Sid por descalificación reteniendo el Campeonato de la WWF (11:29).

- Sid fue descalificado después de una interferencia de Tatanka.

- Dark match: Bam Bam Bigelow derrotó a Tatanka.

- Bigelow cubrió a Tatanka después de una "Diving sunset flip".

- Dark match: The Undertaker derrotó a Kama.

- Undertaker cubrió a Kama después de un "Tombstone Piledriver".

- Dark match: Davey Boy Smith luchó contra Owen Hart hasta un empate por tiempo (15:00).

- Este era un combate de calificación para el King of the Ring 1995.

## In Your House 2: The Lumberjacks
- Dark match: Skip derrotó a Aldo Montoya (4:00).

- Skip cubrió a Montoya.

- The Roadie derrotó a The 1-2-3 Kid (7:26).

- Roadie cubrió a 1-2-3 Kid después de un "Diving piledriver".

- Men on a Mission (King Mabel & Sir Mo) derrotaron a Razor Ramon & Savio Vega (10:09).

- Mabel cubrió a Ramon después de un "Side belly to belly suplex".

- Jeff Jarrett y Sawyer Brown interpretaron la canción "With My Baby Tonight". Más tarde se reveló que Jarrett era el traductor de The Roadie.
- Bam Bam Bigelow derrotó a Henry Godwinn (5:33).

- Bigelow cubrió a Godwinn con un "Roll-up" cuando Godwinn se lesionó haciendo un "Second rope diving knee drop".

- Shawn Michaels derrotó a Jeff Jarrett (c/The Roadie) ganando el Campeonato Intercontinental (20:01).

- Michaels cubrió a Jarrett después de que Roadie tropezara accidentalmente con Jarrett y Michaels lo golpeara con la "Sweet Chin Music".

- Owen Hart & Yokozuna derrotaron a The Allied Powers (Lex Luger & The British Bulldog) reteniendo el Campeonato Mundial en Parejas (10:54).

- Hart cubrió a Luger tras un "Diving double axe handle".

- Diésel derrotó a Sycho Sid (c/Ted DiBiase) en la primera Lucha de Leñadores reteniendo el Campeonato de la WWF (10:06).

- Diésel cubrió a Sid tras una "Big boot".
- Los leñadores fueron King Mabel, Sir Mo, Irwin R. Schyster, Kama, King Kong Bundy, Tatanka, Henry O. Godwinn, Rad Radford, Skip, Tom Prichard, Jimmy Del Ray, Jacob & Eli Blu, Jean Pierre Lafitte, Mantaur, Hunter Hearst Helmsley, Bam Bam Bigelow, Razor Ramon, Savio Vega, The 1-2-3 Kid, Man Mountain Rock, Adam Bomb, Bob Holly, Duke Droese, Fatu, Billy Gunn, Bart Gunn, Chad Fortune, Erik Watts y Shawn Michaels.

- Dark match: Bret Hart derrotó a Jean-Pierre Lafitte (13:25)

- Bret obligó a rendirse a Lafitte tras aplicarle el "Sharpshooter".

- Dark match: The Undertaker derrotó a Kama en un Casket match.

- Undertaker introdujo a Kama en el ataúd tras una "Big boot".

## In Your House 3: Triple Header
- Dark match: Fatu derrotó a Hunter Hearst Helmsley.

- Fatu cubrió a Helmsley después de un "Super samoan drop".

- Savio Vega derrotó a Waylon Mercy (7:06).

- Vega cubrió a Mercy tras un "Spinning heel kick".

- Sycho Sid (c/Ted DiBiase) derrotó a Henry Godwinn (7:23).

- Sid cubrió a Godwinn tras una "Powerbomb".

- The British Bulldog derrotó a Bam Bam Bigelow (12:00).

- Bulldog cubrió a Bigelow tras un "Running powerslam".

- Dean Douglas (c/Bob Backlund) derrotó a Razor Ramon (14:53).

- Douglas cubrió a Ramon con un "Roll-up".

- Bret Hart derrotó a Jean-Pierre Lafitte (16:37).

- Hart obligó a rendirse a Lafitte con un "Sharpshooter".

- Two Dudes with Attitudes (Diésel & Shawn Michaels) derrotaron a Yokozuna & The British Bulldog (c/Jim Cornette y Mr. Fuji) ganando el Campeonato Mundial en Parejas (15:42).

- Diésel cubrió a Owen Hart (que entró al ring después del combate) tras un "Jacknife powerbomb".
- Bulldog sustituía a Owen, que estaba con su esposa en el hospital, la cual estaba dando a luz a su segundo hijo. Como Owen no se encontraba legalmente en el combate, el cambio de título fue anulado.
- Si Diésel era cubierto, perdería el Campeonato de la WWF. Si Shawn Michaels era cubierto, perdería el Campeonato Intercontinental.

- Dark match: Goldust derrotó a Bob Holly.

- Goldust cubrió a Holly.

- Dark match: Ahmed Williams derrotó a Skip.

- Williams cubrió a Skip.

- Dark match: The Undertaker derrotó a King Mabel.

- Undertaker cubrió a Mabel tras un "Diving splash".

## In Your House 4: Great White North
- Dark match: Bob Holly derrotó a Rad Radford.

- Holly cubrió a Radford.

- Hunter Hearst Helmsley derrotó a Fatu (8:06).

- Helmsley cubrió a Fatu tras un "Pedigree".

- The Smokin' Gunns (Billy & Bart) derrotaron a The 1-2-3 Kid & Razor Ramon reteniendo el Campeonato Mundial en Parejas (12:46).

- Billy cubrió a Kid tras revertir un "Inside cradle".

- Goldust derrotó a Marty Jannetty (11:15).

- Goldust cubrió a Jannetty tras un "Curtain Call".
- Fue el debut dentro del ring de Goldust.

- Yokozuna (c/Jim Cornette & Mr. Fuji) luchó contra King Mabel (c/Sir Mo) terminando en doble Cuenta Fuera (5:12).

- Ambos luchadores fueron contados fuera cuando Mabel golpeó un poste del ring y Yokozuna cayó desde lo alto de las cuerdas sobre Cornette.
- La razón del kayfabe de un heel vs. heel match fue debido al "temor" del Presidente de la WWF Gorilla Monsoon's debido a un ataque de Undertaker semanas atrás.

- Dean Douglas derrotó a Shawn Michaels ganando el Campeonato Intercontinental (0:00)

- Douglas ganó el título por rendición cuando Michaels dijo que estaba incapacitado para luchar.

- Razor Ramon derrotó a Dean Douglas ganando el Campeonato Intercontinental (11:01).

- Ramon cubrió a Douglas tras un "Belly to back suplex".
- El árbitro contó debido a que los hombros de Douglas estaban contra la lona, sin saber que la pierna de Douglas estaba fuera del ring.

- The British Bulldog derrotó al Campeón de la WWF Diésel por descalificación (18:14).

- Diésel fue descalificado cuando Bret Hart (que se prestó como comentarista) interfirió y atacó a Bulldog. Diésel retuvo el título.

- Dark match: Henry Godwinn derrotó a Sycho Sid.

- Godwinn cubrió a Sid después de un "Slop Drop".

- Dark match: Bret Hart derrotó a Isaac Yankem

- Hart forzó a Yankem a rendirse.

- Dark match: Owen Hart & Yokozuna derrotaron a Savio Vega & Bam Bam Bigelow

- Yokozuna cubrió a Vega tras un "Banzai Drop".

## In Your House 5: Season's Beatings
- Dark match: Savio Vega derrotó a Bob Backlund.

- Vega cubrió a Backlund tras una "Superkick".

- Razor Ramon & Marty Jannetty derrotaron a The 1-2-3 Kid & Sycho Sid (12:22).

- Ramon cubrió a Sid tras un "Second rope diving bulldog".

- Jerry Lawler introdujo a Jeff Jarrett y le presentó con un disco de oro (kayfabe) que consiguió tras vender más de un millón de copias de su álbum de country, Ain't I Great. Lawler entonces le invitó a que fuera junto a él y Vince McMahon el comentarista del siguiente combate. Entonces, Jarrett atacó a Ahmed Johnson tras su victoria con el disco de oro.
- Ahmed Johnson derrotó a Buddy Landel (c/Dean Douglas) (0:42).

- Johnson cubrió a Landel tras una "Pearl River Plunge".
- Landel era el sustituto de Douglas, el cual decía que no podía competir debido a una lesión en su espalda. Utilizó como sustituto a Landel (su "estudiante graduado") para reemplazarlo.

- Hunter Hearst Hemlsley derrotó a Henry Godwinn (c/Hillbilly Jim como árbitro especial) (8:58).

- Hemsley ganó cuando Godwinn cayó de espaldas en una pocilga.

- Owen Hart (c/Jim Cornette) derrotó a Diésel por descalificación (4:34).

- Diésel fue descalificado por empujar al árbitro

- The Undertaker derrotó a King Mabel (c/Sir Mo) en un Casket match (6:11)

- Undertaker ganó tras introducir a Mabel en el ataúd con un "Running big boot". Momentos después realizó un "Chokeslam" a Mo y lo metió en el ataúd con Mabel antes de cerrarlo.

- Bret Hart derrotó a The British Bulldog reteniendo el Campeonato de la WWF (21:09).

- Bret cubrió a Bulldog con un "Magistral cradle".

- Dark match: Goldust derrotó a Duke Droese.

- Goldust cubrió a Droese tras un "Curtain Call".

- Dark match: The Smokin' Gunns (Billy & Bart), Hakushi & Barry Horowitz derrotaron a The Bodydonnas (Skip & Zip), Yokozuna & Isaac Yankem.

## In Your House 6: Rage in the Cage
In Your House 6: Rage in the Cage tuvo lugar el 18 de febrero de 1996 desde el Louisville Gardens en Louisville, Kentucky.
- Free for All: Jake Roberts derrotó a Tatanka (5:36).

- Roberts cubrió a Tatanka tras un "DDT".

- Razor Ramon derrotó a The 1-2-3 Kid (c/Ted DiBiase) en un Crybaby match (12:22).

- Ramon cubrió a Kid tras un "Razor's Edge".
- Por la estipulación del pre-combate, al finalizar Ramon puso un pañal a Kid.

- Hunter Hearst Hemlsley derrotó a Duke Droese (9:38).

- Helmsley cubrió a Droese tras un "Spinebuster".

- Yokozuna derrotó a The British Bulldog (c/Jim Cornette) por descalificación (5:05).

- Bulldog fue descalificado cuando Vader irrumpió y golpeó a Yokozuna con una silla.

- Shawn Michaels derrotó a Owen Hart (c/Jim Cornette) (15:57).

- Michaels cubrió a Owen tras una "Sweet Chin Music".
- La oportunidad por el título de Michaels en WrestleMania estaba en juego en este combate.

- Bret Hart derrotó a Diésel en un Steel Cage match reteniendo el Campeonato de la WWF (19:13).

- Bret ganó escapando de la estructura tras una aparición de The Undertaker desde debajo del ring introduciendo también a Diésel debajo del ring

- Dark match: Ahmed Johnson derrotó a Isaac Yankem.

- Johnson cubrió a Yankem.

- Dark match: The Godwinns (Henry & Phineas) derrotaron a The Bodydonnas (Skip & Zip).
- Dark match: The Undertaker derrotó al Campeón Intercontinental Goldust por Cuenta-Fuera.

- Debido a que Undertaker ganó por cuenta fuera, Goldust retuvo el título.

## In Your House 7: Good Friends, Better Enemies
In Your House 7: Good Friends, Better Enemies tuvo lugar el 28 de abril de 1996 desde el Omaha Civic Auditorium en Omaha, Nebraska.
- Free for All: Marc Mero (c/Sable) derrotó a The 1-2-3 Kid (c/Ted DiBiase) por descalificación (7:17).

- The Kid fue descalificado cuando Hunter Hearst Helmsley atacó a Mero.

- Owen Hart & The British Bulldog derrotaron a Jake Roberts & Ahmed Johnson (13:47).

- Bulldog obligó a Roberts a rendirse con un "Single leg Boston crab".

- The Ultimate Warrior derrotó al Campeón Intercontinental Goldust (c/Marlena & Goldust's Bodyguard) por cuenta fuera (7:38).

- Goldust permaneció a propósito fuera del ring.

- - Como consecuencia, Goldust retuvo el campeonato.
  - Tras el combate, el guardaespaldas de Goldust intentó atacar a Warrior, pero recibió un "Scoop slam".
- Vader (c/Jim Cornette) derrotó a Razor Ramon (14:49).

- Vader cubrió a Ramon.

- The Bodydonnas (Skip & Zip) (c/Sunny) derrotaron a The Godwinns (Henry & Phineas) (c/Hillbilly Jim) reteniendo el Campeonato Mundial en Parejas (7:17).

- Zip cubrió a Henry.

- Shawn Michaels derrotó a Diésel en un No Holds Barred match reteniendo el Campeonato de la WWF (17:53).

- Michaels cubrió a Diésel después de un "Sweet Chin Music".

- Dark match: Savio Vega derrotó a Steve Austin.

- Vega cubrió a Austin.

- Dark match: Hunter Hearst Helmsley derrotó a Marc Mero.

- Helmsley cubrió a Mero.

- Dark match: The Undertaker derrotó a Mankind.

- Undertaker cubrió a Mankind.

## In Your House: Beware of Dog

### In Your House 8: Beware of Dog
In Your House 8: Beware of Dog tuvo lugar el 26 de mayo de 1996 desde el Florence Civic Auditorium en Florence, South Carolina.
- Free for All: The Smokin' Gunns (Billy & Bart) derrotaron a The Godwinns (Henry & Phineas) (c/Sunny) ganando el Campeonato en Parejas de la WWF (4:57).

- Bart cubrió a Phineas después de un "Back Suplex" tras una distracción de Sunny.

- Dark match: Bob Holly derrotó a Isaac Yankem.

- Holly cubrió a Yankem.

- Marc Mero (c/Sable) derrotó a Hunter Hearst Helmsley (16:23).

- Mero cubrió a Helmsley tras enviarlo contra uno de los postes del ring.

- Savio Vega derrotó a Steve Austin (c/Ted DiBiase) en un Caribbean Strap match (15:00).

- Vega ganó tras tocar los cuatro postes.

- Vader (c/Jim Cornette) derrotó a Yokozuna (3:00).
  - Vader cubrió a Yokozuna después de lanzarse desde la segunda cuerda.
- Goldust (c/Marlena) derrotó a The Undertaker en un Casket match reteniendo el Campeonato Intercontinental (8:00).
  - Goldust venció después de introducir a Undertaker en el interior del ataúd con la ayuda de Steve Austin, Vader, Justin Bradshaw e Isaac Yankem.
- Jake Roberts derrotó a Justin Bradshaw (c/Uncle Zebekiah) (0:30).
  - Roberts cubrió a Bradshaw con un "Roll-up".
- El Campeón de la WWF Shawn Michaels (c/José Lothario) y The British Bulldog (c/Owen Hart, Diana Smith y Clarence Mason) terminaron en un empate (17:21).
  - El combate finalizó por doble pinfall.
  - Como resultado, Michaels retuvo el título.
- Dark match: Ahmed Johnson derrotó a Jerry Lawler (7:00).
  - Johnson cubrió a Lawler tras un "Sidewalk slam".
- Dark match: The Ultimate Warrior derrotó a Owen Hart (4:00).
  - Warrior cubrió a Owen tras una serie de "Clotheslines".

Nota: Una fuerte tormenta eléctrica originó el abandono durante el combate Austin/Vega y el regreso antes del combate entre Michaels/Bulldog. La televisión lo volvió a televisar para el 28 de mayo de 1996 desde el North Charleston Coliseum en North Charleston, South Carolina. Dos combates del show del 26 de mayo fueron televisados cuando mostraron de nuevo el comienzo del reprogramado pay-per-view.

### In Your House 8: Beware of Dog 2
In Your House 8: Beware of Dog 2 tuvo lugar el 28 de mayo de 1996 desde el North Charleston Coliseum en North Charleston, South Carolina.
- Marc Mero (c/Sable) derrotó a Hunter Hearst Helmsley (16:23).
  - Mero cubrió a Helmsley tras enviarlo contra uno de los postes del ring.

- Este combate fue una repetición del primer Beware of Dog.

- El Campeón de la WWF Shawn Michaels (c/José Lothario) y The British Bulldog (c/Owen Hart, Diana Smith y Clarence Mason) terminaron en un empate (17:21).
  - El combate finalizó después de un doble pinfall.
  - Como resultado, Michaels retuvo el título
  - Este combate fue una repetición del primer Beware of Dog.
- Savio Vega derrotó a Steve Austin (c/Ted DiBiase) en un Caribbean Strap match (21:27).
  - Vega ganó el combate después de que Austin le hiciera tocar deliberadamente el último poste.
  - Como resultado, DiBiase fue obligado a abandonar la WWF.
- Vader (c/Jim Cornette) derrotó a Yokozuna (8:53).
  - Vader cubrió a Yokozuna con un "Vader Bomb" después de una intervención de Cornette.
- Goldust (c/Marlena) derrotó a The Undertaker (c/Paul Bearer) en un Casket match reteniendo el Campeonato Intercontinental (12:36).
  - Goldust ganó el combate después de que Mankind, el cual estaba escondido dentro del ataúd, aplicara la "Mandible Claw" a Undertaker y le metiera dentro del ataúd.

## In Your House 9: International Incident
In Your House 9: International Incident tuvo lugar el 21 de julio de 1996 desde el General Motors Place en Vancouver, Columbia Británica.
- Free for All: Justin Bradshaw derrotó a Savio Vega (4:44).

- Bradshaw cubrió a Vega.

- The Bodydonnas (Skip & Zip) derrotaron a The Smokin' Gunns (Billy & Bart) (13:05).

- Zip cubrió a Bart.

- Mankind derrotó a Henry Godwinn (6:54).

- Mankind forzó a Godwinn a rendirse tras aplicarle la "Mandible Claw".

- Steve Austin derrotó a Marc Mero (10:48).

- Austin cubrió a Mero tras un "Stone Cold Stunner".

- The Undertaker derrotó a Goldust por descalificación (12:07).

- Goldust fue descalificado cuando Mankind atacó a Undertaker.

- Vader, Owen Hart & The British Bulldog (c/Jim Cornette) derrotaron a The People's Posse (Campeón de la WWF Shawn Michaels, Sycho Sid & Campeón Intercontinental de la WWF Ahmed Johnson) (c/José Lothario) (24:32).

- Vader cubrió a Michaels tras aplicarle la "Vader Bomb".
- Jim Cornette prometió antes del combate que todo el público que asistió al evento recibiría un reembolso si el equipo contrario ganaba.
- The Ultimate Warrior fue reemplazado por Sycho Sid en el equipo de Michaels.
- Durante la entrada del equipo de Michaels, un grupo de fanes cayó sobre ellos cuando una barrera se vino abajo.

## In Your House 10: Mind Games
In Your House 10: Mind Games tuvo lugar el 22 de septiembre de 1996 desde el CoreStates Center en Filadelfia, Pensilvania.
- Free For All match: Savio Vega derrotó a Marty Jannetty (5:22)
  - Vega cubrió a Jannetty.
- Savio Vega derrotó a Justin Bradshaw en un Caribbean Strap match (7:09)
  - Vega ganó después de tocar las cuatro esquinas del ring de manera consecutiva.
- Jose Lothario derrotó a Jim Cornette (0:57)
  - Lothario cubrió a Cornette después de un "Roundhouse punch".
- Owen Hart y The British Bulldog derrotaron a The Smokin' Gunns (Billy and Bart) (con Sunny) ganando el Campeonato Mundial en Parejas (10:59)
  - Bulldog cubrió a Bart después de un "Running powerslam".
  - Este combate fue la final de un torneo por el título en parejas.
- Mark Henry derrotó a Jerry Lawler (5:13)
  - Henry obligó a Lawler a rendirse con un "Overhead gutwrench backbreaker rack".
  - Después del combate Hunter Hearst Helmsley y The New Rockers (Marty Jannetty & Leif Cassidy) atacaron a Henry, quien les redujo rápidamente.
  - Este fue el debut de Mark Henry en la WWF.
- The Undertaker derrotó a Goldust (w/Marlena) en un Final Curtain match (10:23)
  - Undertaker cubrió a Goldust después de un "Tombstone Piledriver".
- Shawn Michaels (con José Lothario) derrotó a Mankind (con Paul Bearer) reteniendo el Campeonato de la WWF (26:25)
  - Mankind fue descalificado después de que Vader interfiriese y atacase a Michaels.
- Dark match: Jake Roberts derrotó a Hunter Hearst Helmsley
  - Roberts cubrió a Helmsley.
- Dark match: Faarooq derrotó a Marc Mero
  - Faarooq cubrió a Mero.
- Dark match: Sycho Sid derrotó a Vader
  - Sid cubrió a Vader.

## In Your House 11: Buried Alive
In Your House 11: Buried Alive tuvo lugar el 20 de octubre de 1996 desde el Market Square Arena en Indianápolis, Indiana.
- Free for All match: The Stalker derrotó a Justin Bradshaw (20:00)
  - Stalker cubrió a Bradshaw.
- Steve Austin derrotó a Hunter Hearst Helmsley (15:30)
  - Austin cubrió a Helmsley después de un "Stone Cold Stunner".
- Owen Hart & The British Bulldog derrotaron a The Smokin' Gunns (Billy & Bart) reteniendo el Campeonato Mundial en Parejas (9:17)
  - Owen cubrió Billy después de un "Spinning heel kick".
- Marc Mero (con Sable) derrotó a Goldust (con Marlena) reteniendo el Campeonato Intercontinental (11:38)
  - Mero cubrió a Goldust después de un "Wild Thing".
- Sycho Sid derrotó a Vader (con Jim Cornette) (8:00)
  - Sid cubrió a Vader después de un "Chokeslam".
  - Sid ganó una oportunidad por el Campeonato de la WWF
- The Undertaker derrotó a Mankind (con Paul Bearer) en un Buried Alive match (18:25)
  - Undertaker ganó después de enterrar a Mankind.
  - Después de la lucha, Mankind, The Executioner y varios luchadores, enterraron a The Undertaker, pero la mano de este emergió del lugar donde fue enterrado.
  - Este fue el primer Buried Alive match.
- Dark match: The Godwinns (Henry and Phineas) derrotaron a The New Rockers (Marty Jannetty and Leif Cassidy)
- Dark match: Shawn Michaels derrotó a Goldust (w/Marlena) reteniendo el Campeonato de la WWF
  - Michaels cubrió a Goldust.

## In Your House 12: It's Time
In Your House 12: It's Time tuvo lugar el 15 de diciembre de 1996 desde el West Palm Beach Auditorium en West Palm Beach, Florida.
- Free for All match: Rocky Maivia derrotó a Salvatore Sincere (con Jim Cornette) por descalificación (6:01)
  - Sincere fue descalificado cuando Jim Cornette interfirió.
- Flash Funk derrotó a Leif Cassidy (10:34)
  - Funk cubrió a Cassidy después de un "450 splash".
- Owen Hart y The British Bulldog derrotaron a "Razor Ramon" & "Diesel" reteniendo los Campeonato en parejas de WWF (10:45)
  - The Bulldog cubrió a Ramon con un "Roll-up" después de un "Spinning Heel Kick" de Hart.
  - Después de la lucha Steve Austin atacó a Bulldog.
- Marc Mero (w/Sable) derrotó al Campeón Intercontinental Hunter Hearst Helmsley por cuenta fuera (14:03)
  - Como consecuencia, Helmsley retuvo el título.
- The Undertaker derrotó a The Executioner (con Paul Bearer) en un Armageddon Rules match (11:31)
  - Undertaker ganó cuando Executioner no pudo levantarse antes del conteo de 10, después de un "Tombstone Piledriver".
- Sycho Sid derrotó a Bret Hart reteniendo el Campeonato de la WWF (17:03)
  - Sid cubrió a Hart después de una "Powerbomb".
  - Durante la lucha Steve Austin atacó a Hart.
- Dark match: Brakkus derrotó a Dr. X
  - Brakkus cubrió a Dr. X.
- Dark match: Steve Austin derrotó a Goldust
  - Austin cubrió a Goldust.
- Dark match: Shawn Michaels derrotó a Mankind (w/Paul Bearer)
  - Michaels cubrió a Mankind después de un "Sweet Chin Music".

## In Your House 13: Final Four
In Your House 13: Final Four tuvo lugar el 16 de febrero de 1997 desde el UTC Arena en Chattanooga, Tennessee.
- Dark match: The Godwinns (Henry & Phineas) derrotaron a The Headbangers (Mosh & Thrasher)
- Marc Mero (con Sable) derrotó a Leif Cassidy (09:30)
  - Mero cubrió a Cassidy después de un "Shooting star press".
- The Nation of Domination (Faarooq, Crush & Savio Vega) (con Clarence Mason) derrotaron a Bart Gunn, Goldust & Flash Funk (06:42)
  - Faarooq cubrió a Gunn después de un "Running leg drop" de Crush.
- Rocky Maivia derrotó a Hunter Hearst Helmsley reteniendo el Campeonato Intercontinental (12:30)
  - Maivia cubrió a Helmsley después de un "Bridging german suplex".
- Doug Furnas y Phil LaFon derrotaron a los Campeones Mundiales en Pareja Owen Hart & The British Bulldog (con Clarence Mason) por descalificación (10:30)
  - Hart fue descalificado por golpear a LaFon con un Slammy Award.
  - Como resultado, Owen Hart y The British Bulldog retuvieron los campeonatos.
- Bret Hart derrotó a Steve Austin, Vader (con Paul Bearer) y The Undertaker en un Four Corners Elimination match ganando el Campeonato de la WWF (24:05)
  - Hart eliminó finalmente a The Undertaker.

## In Your House 14: Revenge of the 'Taker
In Your House 14: Revenge of the 'Taker tuvo lugar el 20 de abril de 1997 desde el War Memorial Auditorium en Rochester, Nueva York.
- Free for All match: The Sultan derrotó a Flash Funk (02:55)
- The Legion of Doom (Hawk y Animal) derrotaron a los Campeones Mundiales en Pareja Owen Hart & The British Bulldog por descalificación (10:11)
  - Owen Hart y The British Bulldog fueron descalificados después de que Bret Hart atacase al árbitro.
  - Como resultado, Owen Hart y The British Bulldog retuvieron los campeonatos.
  - Originalmente, The Legion of Doom habían ganado la lucha por conteo, pero la lucha tuvo que ser reiniciada debido a qué el conteo se lo llevó Bulldog en vez de Owen quien era el compañero legal.
  - Si Owen y Bulldog perdían la lucha por cuenta fuera, perderían los campeonatos.
- Savio Vega (con Crush) derrotó al Campeón Intercontinental Rocky Maivia por countout (08:33)
  - Maivia no regresó al ring antes del conteo de 10 tras ser atacado por Crush, perdiendo el combate.
  - Como resultado, Maivia retuvo el campeonato.
  - Después de la lucha, The Nation of Domination atacó a Maivia hasta que fue rescatado por Ahmed Johnson.
- Jesse James derrotó a Rockabilly (con The Honky Tonk Man) (06:46)
  - James cubrió a Rockabilly con un "Small package".
  - Después de la lucha, The Honky Tonk Man intento atacar a Jesse James con una guitarra pero fallo.
- The Undertaker derrotó a Mankind (con Paul Bearer) reteniendo el Campeonato de la WWF (17:26)
  - Undertaker cubrió a Mankind después de un "Tombstone Piledriver"
  - Después de la lucha, Undertaker atacó a Mankind y a Paul Bearer, quemándole el rostro a este último.
- Steve Austin derrotó a Bret Hart por descalificación (21:09)
  - Hart fue descalificado después de que The British Bulldog atacase a Austin con una silla.
  - Después de la lucha, Austin atacó a Hart con una silla.

## In Your House 15: A Cold Day in Hell
In Your House 15: A Cold Day in Hell tuvo lugar el 11 de mayo de 1997 desde el Richmond Coliseum en Richmond, Virginia.
- Free for All match: Rockabilly derrotó a Jesse James (3:36)
  - Rockabilly cubrió a James después de un "DDT".
- Hunter Hearst Helmsley (con Chyna) derrotó a Flash Funk (10:05)
  - Helmsley cubrió a Funk después de un "Pedigree".
  - Durante la lucha, Chyna intervino a favor de Helmsley.
  - Después de la lucha, Chyna atacó a Funk.
- Mankind derrotó a Rocky Maivia (8:46)
  - Mankind obligó a Maivia a rendirse con un "Mandible claw".
- Nation of Domination derrotó a Ahmed Johnson en un Gauntlet match (13:25)
  - Johnson cubrió a Crush después de un "Spinning heel kick". (5:38)
  - Vega fue descalificado después de atacar a Johnson con una silla. (5:37)
  - Faarooq cubrió a Johnson después de un "Dominator" (2:10)
- Ken Shamrock derrotó a Vader en un No Holds Barred match (13:21)
  - Shamrock obligó a Vader a rendirse con un "Ankle lock".
- The Undertaker derrotó a Steve Austin reteniendo el Campeonato de la WWF (20:06)
  - Undertaker cubrió a Austin después de un "Tombstone Piledriver".
  - Durante la lucha, The Hart Foundation aparecieron entre el público como espectadores.
  - Durante la lucha, Austin atacó a Owen Hart.
  - Durante la lucha, Undertaker atacó a Owen y a British Bulldog.
  - Durante la lucha, Brian Pillman intervino en contra de Austin.
  - Después de la lucha, Austin y Undertaker pelearon contra la Hart Foundation.
  - Después de la lucha, Austin le aplicó un "Stunner" a Undertaker.
- Dark match: The Legion of Doom (Hawk y Animal) derrotaron a los Campeones Mundiales en Pareja Owen Hart & The British Bulldog por descalificación (5:00)
  - Owen y The Bulldog fueron descalificados.
  - Como resultado, Owen y Bulldog reruvieron los campeonatos.

## In Your House 16: Canadian Stampede
In Your House 16: Canadian Stampede tuvo lugar el 6 de julio de 1997 desde el Saddledome en Calgary, Alberta.
- Free for All match: The Godwinns (Henry y Phineas) derrotaron a The New Blackjacks (Blackjack Windham y Blackjack Bradshaw) (5:32)
  - Phineas cubrió a Windham con un "Inside cradle".
- Mankind y Hunter Hearst Helmsley (con Chyna) terminaron con doble count-out(13:14)
  - Mankind y Helmsley no regresaron al ring antes del conteo de 10, perdiendo el combate.
- The Great Sasuke derrotó a Taka Michinoku (10:00)
  - Sasuke cubrió a Michinoku después de un "Bridging Double Chickenwing Suplex".
- The Undertaker derrotó a Vader (con Paul Bearer) reteniendo el Campeonato de la WWF (12:39)
  - Undertaker cubrió a Vader después de un "Tombstone Piledriver".
- The Hart Foundation (Bret Hart, Jim Neidhart, Owen Hart, The British Bulldog y Brian Pillman) derrotaron a Steve Austin, Ken Shamrock, Goldust y The Legion of Doom (Hawk y Animal) (24:31)
  - Owen cubrió a Austin con un "Roll-up".

## Ground Zero: In Your House
In Your House 17: Ground Zero tuvo lugar el 7 de septiembre de 1997 desde el Louisville Gardens en Louisville, Kentucky.
- Brian Pillman derrotó a Goldust (con Marlena) (11:05)
  - Pillman cubrió a Goldust después de golpearle con un trozo de ladrillo dentro del bolso de Marlena.
  - Durante la lucha, Marlena intervino a favor de Goldust.
  - Cómo resultado, Pillman ganó los servicios de Marlena durante 30 días.
  - Después de la lucha, Pillman se llevó a fuerzas a Marlena fuera de la arena y Goldust los persigue para tratar detener a Pillman, pero Pillman terminó huyendo con Marlena.
- Brian Christopher derrotó a Scott Putski por count-out (13:14)
  - Putski no regresó al ring antes del conteo de 10, perdiendo el combate.
- Savio Vega derrotó a Crush y Faarooq en un Triple Threat match (11:39)
  - Vega cubrió a Crush después de un "Spinning heel kick".
- Max Mini derrotó a El Torito (9:20)
  - Mini cubrió a Torito con un "Sunset flip".
- The Headbangers (Mosh & Thrasher) derrotaron a The Legion of Doom (Hawk & Animal), The Godwinns (Henry & Phineas) y Owen Hart & The British Bulldog en un Fatal Four-Way Elimination match ganando el vacante Campeonato Mundial en Parejas (17:15)
  - Legion of Doom fue descalificado cuando Animal golpeó a ambos Godwinns con un cubo (9:54)
  - Thrasher cubrió a Phineas con un "Sunset flip" (12:12)
  - Mosh cubrió a Owen después de un "Stone Cold Stunner" de Stone Cold Steve Austin (17:15)
- Bret Hart derrotó a The Patriot reteniendo el Campeonato de la WWF (19:20)
  - Bret obligó a Patriot a rendirse con el "Sharpshooter".
  - Durante la lucha, The British Bulldog intervino a favor de Hart, mientras que Vader intervino a favor de The Patriot.
  - Después de la lucha, Hart atacó a The Patriot y a un agente y destruyó la bandera de Estados Unidos que The Patriot trajo durante su entrada.
- Shawn Michaels y The Undertaker terminaron sin resultado (16:03)
  - El combate fue suspendido después de que ambos luchadores atacaran al árbitro.
  - Durante la lucha, Chyna y Hunter Hearst Hemsley intervinieron a favor de Michaels.
  - Después de la lucha, aparecieron varios luchadores para retener a Michaels y Undertaker.

## In Your House 18: Bad Blood
- Ver Bad Blood (1997)

## In Your House 19: D-Generation X
D-Generation X: In Your House tuvo lugar el 7 de diciembre de 1997 en el Springfield Civic Center en Springfield, Massachusetts. Este sigue siendo el único Pay Per View que ha sucedido en esta arena.
- Taka Michinoku derrotó a Brian Christopher para ganar el vacante Campeonato Peso Ligero de la WWF (12:02)
  - Michinoku cubrió a Christopher después de un "Michinoku Driver II".
  - Este combate fue la final de un torneo por el reactivado título Ligero.
  - Durante de la lucha, Jerry Lawler intervino para atender medicamente a Brian.
- Los Boricuas (Miguel Pérez, Jr., Jesus Castillo, Jr., y Jose Estrada, Jr.) derrotaron a The Disciples of Apocalypse (Chainz, Skull, and 8-Ball) (7:57)
  - Estrada cubrió a Chainz después de un Leg drop por parte de Perez.
  - Antes de la lucha, el árbitro le prohibió a Savio Vega a estar en el ring.
- Butterbean derrotó a Marc Mero en un "Toughman match" (4o round- 0:10)
  - Mero fue descalificado por golpear a Butterbean con un low-blow.
- The New Age Outlaws (Billy Gunn y Road Dogg) derrotó a The Legion of Doom (Hawk y Animal) por descalificación reteniendo el Campeonato en Parejas de la WWF (10:33)
  - LOD fue descalificado después de que Hawk golpeara con a Road Dogg con un bote de basura.
- Hunter Hearst Helmsley (con Chyna) derrotó al Sgt. Slaughter en un Boot Camp match (17:39)
  - Hemsley cubrió a Slaughter después de un Pedigree seguido por una interferencia de Chyna.
- Jeff Jarrett derrotó a The Undertaker por descalificación. (6:56)
  - Undertaker fue descalificado después de que Kane interfiriera y le hiciera un chokeslam a Jarrett.
- Steve Austin derrotó a The Rock para retener Campeonato Intercontinental de la WWF. (5:37)
  - Austin cubrió a The Rock después de un Stone Cold Stunner.
- Ken Shamrock derrotó al Campeón de la WWF Shawn Michaels (con Hunter Hearst Helmsley y Chyna) por descalificación (18:29)
  - Michaels fue descalificado después de que Hunter Hearst Helmsley y Chyna atacaran a Shamrock; como resultado, Michaels retuvo el campeonato.
  - Después de la lucha, Owen Hart hizo una aparición sorpresa para knoquear a Michaels fuera del ring con parte del suelo para después escapar entre la multitud.

## In Your House 20: No way Out of Texas
- Ver No Way Out (1998)

## In Your House 21: Unforgiven
- Ver Unforgiven (1998)

## In Your House 22: Over the Edge
- Ver Over the Edge: In Your House

## In Your House 23: Fully Loaded
- Ver Fully Loaded (1998)

## In Your House 24: Breakdown
In Your House 24: Breakdown fue el vigesimocuarto evento pay-per-view de lucha libre, bajo el nombre In Your House, producido por la World Wrestling Federation (WWF). Este tuvo lugar el 27 de septiembre de 1998 en el Copps Coliseum en Hamilton, Ontario.
- Dark match: Golga (c/Oddities) derrotó a Mosh. (2:01)
  - Golga cubrió a Mosh tras un "Earthquake Splash".
- Dark match: The Hardy Boyz (Matt & Jeff Hardy) (c/Michael Hayes) derrotaron a Kaientai (Men's Teioh & Funaki). (3:34)
  - Jeff cubrió a Funaki tras un "Swanton Bomb" después de una intervención de Hayes.
- Dark match: 8-Ball venció a Billy Gunn y Skull en un Triple Threat match. (3:17)
  - 8-Ball cubrió a Gunn.
- Owen Hart derrotó a Edge. (9:18)
  - Hart cubrió a Edge con un roll-up.
  - Christian hizo su debut en la WWF durante el combate para distraer a Edge
- Al Snow & Scorpio derrotaron a Too Much (Brian Christopher & Scott Taylor). (8:05)
  - Snow cubrió a Taylor después de un Snow Plow.
- Marc Mero (c/Jacqueline) derrotó a Droz. (5:12)
  - Mero cubrió a Droz después de un Marvelocity.
  - Durante la lucha, Jacqueline intervino a favor de Mero.
- Bradshaw derrotó a Vader en un Falls Count Anywhere match. (7:55)
  - Bradshaw cubrió a Vader tras un "Neckbreaker Slam".
- D'Lo Brown derrotó a Gangrel. (7:50)
  - Brown cubrió a Gangrel tras un "Sky High" tras una intervención de Mark Henry.
  - Después de la lucha, Gangrel le escupió sangre a Henry y le aplicó un "DDT" a Brown.
- The Rock derrotó a Ken Shamrock y Mankind en un Triple Threat Steel cage match. (18:47)
  - Rock cubrió a Shamrock después de que Mankind lo golpeara con una silla convirtiéndose en el nuevo Contendiente #1 por el Campeonato de la WWF.
- Val Venis (c/Terri Runnels) derrotó a Dustin Runnels. (9:09)
  - Venis cubrió a Runnels tras un Money Shot.
- D-Generation X (Billy Gunn, Road Dogg, and X-Pac) derrotaron a Jeff Jarrett & Southern Justice (Mark Canterbury & Dennis Knight). (11:15)
  - Gunn cubrió a Knight después de un Fameasser.
  - Durante la lucha, Jarrett atacó a X-Pac con su guitarra.
- The Undertaker y Kane derrotaron al Campeón de la WWF Steve Austin en un Triple Threat match. (22:03)
  - Undertaker y Kane cubrieron simultáneamente a Austin después de aplicarle una Double Chokeslam.
  - Antes de la lucha, Austin atacó a Undertaker con una silla mientras hacia su entrada.
  - Después de la lucha, Austin atacó a Sgt Slaughter, Gerald Brisco, Pat Patterson y Vince McMahon, siendo este último huyendo de la arena con el Smoking Skull Championship de Stone Cold.
  - Como resultado, el título quedó vacante.

## In Your House 25: Judgment Day
- Ver Judgment Day 1998

## In Your House 26: Rock Bottom
In Your House 26: Rock Bottom fue el vigesimosexto pay-per-view del evento anual de lucha libre In Your House, promocionado por la World Wrestling Federation. Tuvo lugar el 13 de diciembre de 1998 en el General Motors Place en Vancouver, Columbia Británica.
- Sunday Night HEAT match: Duane Gill derrotó a Matt Hardy, reteniendo el Campeonato Ligero de la WWF. (1:02)
  - Gill cubrió a Matt después de un "DDT" de The Blue Meanie.
- Sunday Night HEAT match: Kevin Quinn derrotó a Brian Christopher. (2:23)
  - Quinn cubrió a Christopher después de un "Roll-Up".
- Sunday Night HEAT match: Triple H (con Chyna) derrotó a Droz (con Animal). (1:37)
  - HHH cubrió a Droz después de un "Pedigree".
  - Después de la lucha, Shawn Michaels, Big Boss Man y Ken Shamrock aparecieron para confrontar a D-Generation X
- Sunday Night HEAT match: The New Age Outlaws (Road Dogg & Billy Gunn) derrotaron a The Acolytes (Faarooq & Bradshaw) por descalificación. (2:00)
  - The Acolytes fueron descalificados después de que Big Boss Man y Ken Shamrock atacarán a The New Age Outlaws.
- Mark Henry & D'Lo Brown (c/Terri Runnels & Jacqueline) derrotaron a Supply and Demand (The Godfather & Val Venis) (c/The Hos). (5:56)
  - Henry cubrió a Venis con un "Big Splash" después de una distracción de Jacqueline.
- The Headbangers (Mosh & Thrasher) derrotaron a The Oddities (Kurrgan & Golga) (c/Giant Silva & Luna Vachon). (6:52)
  - Mosh cubrió a Golga con un "Bombs Away" mientras Trasher le sujetaba la pierna para impedir el kick out.
- Steve Blackman derrotó a Owen Hart (10:28)
  - Hart fue descalificado por cuenta de fuera
- The Brood (Edge, Christian & Gangrel) derrotaron a The J.O.B. Squad (Al Snow, Scorpio & Bob Holly) (9:08)
  - Christian cubrió a Scorpio tras aplicarle un "Impaler".
- Goldust derrotó a Jeff Jarrett (c/Debra) (8:02)
  - Jarrett fue descalificado por Shawn Michaels cuando Debra golpeó a Goldust con una guitarra.
  - Por las estipulaciones del combate, si Jarrett perdía Debra se tenía que desnudar; si perdía Goldust debía desnudarse él.
- The New Age Outlaws (Road Dogg & Billy Gunn) derrotaron a The Big Boss Man & Ken Shamrock, reteniendo el Campeonato por Parejas de la WWF (17:04)
  - Gunn cubrió a Shamrock
- Mankind derrotó al Campeón de la WWF The Rock. (13:32)
  - Mankind noqueó a The Rock tras aplicarle la "Mandible claw"
  - Después de la lucha, Vince McMahon le devolvió el título a The Rock diciendo que no se había rendido.
- Steve Austin derrotó a The Undertaker (con Paul Bearer)en un Buried Alive match. (21:30)
  - Kane interfirió en la pelea a favor de Austin, aplicando la "Tombstone Piledriver" a Undertaker.
  - Como resultado, Austin se clasificó para la Royal Rumble 1999.

## In Your House 27: St. Valentine's Day Massacre
In Your House 27: St. Valentine's Day Massacre fue el vigesimoséptimo edición del evento In Your House, un pay-per-view anual producido por la World Wrestling Federation. Tuvo lugar el 14 de febrero de 1999 en el The Pyramid en Memphis, Tennessee. El tema oficial del evento fue "St. Valentine's Day Massacre Theme" de Jim Johnston
- Sunday Night HEAT match: Too Much (Brian Christopher & Scott Taylor) derrotaron a The Hardy Boyz (Matt & Jeff)
- Sunday Night HEAT match: Viscera derrotó a Test por descalificación (2:20)
  - Test fue descalificado.
- Sunday Night HEAT match: Billy Gunn y Tiger Ali Singh lucharon hasta acabar sin resultado (0:40)
- Goldust derrotó a Bluedust (3:07)
  - Goldust cubrió a Bluedust después de un "Curtain Call".
  - Después de la lucha, Goldust ejecutó un "Shattered Dreams" sobre Bluedust.
- Bob Holly derrotó a Al Snow y ganó el vacante Campeonato Hardcore de la WWF (10:02)
  - Holly cubrió a Snow luego de que Holly enredara a Snow con un pedazo de valla metálica.
- The Big Boss Man derrotó a Mideon (6:20)
  - Boss Man cubrió a Mideon después de una "Boss Man Slam".
  - Después de la lucha, Bossman fue atacado por The Ministry of Darkness.
- Owen Hart & Jeff Jarrett (con Debra) derrotaron a (Mark Henry & D'Lo Brown) (con Ivory) y retuvieron el Campeonato por parejas de la WWF (9:34)
  - Jarrett forzó a Henry a rendirse con un "Figure-Four Leglock".
- Val Venis (con Ryan Shamrock) derrotó a Ken Shamrock (con Billy Gunn como árbitro especial) y ganó el Campeonato Intercontinental de la WWF (15:52)
  - Venis cubrió a Shamrock con un "Small Package"".
  - Después de la lucha, Gunn atacó a Venis.
- Kane & Chyna derrotaron a Triple H & X-Pac (14:45)
  - Chyna cubrió a Triple H después de un "Chokeslam" de Kane.
- El Campeón de la WWF Mankind y The Rock terminaron en un empate en un Last Man Standing match (21:54)
  - Ninguno de los dos respondió a la cuenta de 10 luego de que ambas superestrellas se golpearan al mismo tiempo con una silla.
  - Como resultado, Mankind retuvo el título.
- Steve Austin derrotó a Vince McMahon en una Steel cage match. (7:52)
  - Austin ganó después de que Paul Wight debutara y lanzara a Austin contra la pared de la jaula, destrozando la estructura y tirándole al suelo.
  - Como resultado, Austin ganó un combate por el Campeonato de la WWF en WrestleMania XV.
  - Antes de la lucha, Austin persiguió a McMahon hasta hacer que cayera desde lo alto de la Jaula hasta la mesa de comentarista, haciendo que varios médicos intentarán llevarse en camilla a McMahon y darle la victoria a Austin, sin embargo Austin se negó y se llevó a McMahon dentro de la jaula.

## In Your House 28: Backlash
- Ver Backlash 1999

- Datos: Q377969